# 1971 في تركيا
فيما يلي قوائم الأحداث التي وقعت خلال عام 1971 في تركيا.

## أحداث
- 12 مارس – الانقلاب العسكري التركي 1971

## مواليد

### يناير
- 1 يناير – أركان بتك قايا ممثل تركي.
- 1 يناير – اورهان سيمسيك ممثل تركي.
- 1 يناير – فيغين يوكسيكداغ سياسية تركية.

### مارس
- 2 مارس – أرطغرل أيدن مؤلف تركي.
- 11 مارس – غلسه بيرسل ممثلة تركية.

### مايو
- 1 مايو – ديديم أكن لاعبة كرة سلة تركية.

### يونيو
- 19 يونيو – علي أرجوشقن

### يوليو
- 18 يوليو – محمد قبلان سياسي سويدي.

### سبتمبر
- 1 سبتمبر – هاكان شوكور لاعب كرة قدم تركي.
- 17 سبتمبر – إجلال أيدين ممثلة تركية.
- 29 سبتمبر – سيبال توزون مغنية تركية.

### أكتوبر
- 8 أكتوبر – بينار سيليك

### ديسمبر
- 8 ديسمبر – عبد الله إرجان لاعب كرة قدم تركي.
- 15 ديسمبر – نجاتي شاشماظ ممثل تركي.

## وفيات

### يناير
- 1 يناير – فالح رفقي أطاي (مواليد 1894) صحفي تركي.

### مارس
- 15 مارس – جودت فاهمي باشكوت (مواليد 1905) صحفي تركي.

### أغسطس
- 26 أغسطس – رقية صبيحة سلطان (مواليد 1894)

### سبتمبر
- 20 سبتمبر – جيورجيوس سفريس (مواليد 1900)